# Mittelpuffer mit einer Schraubenkupplung

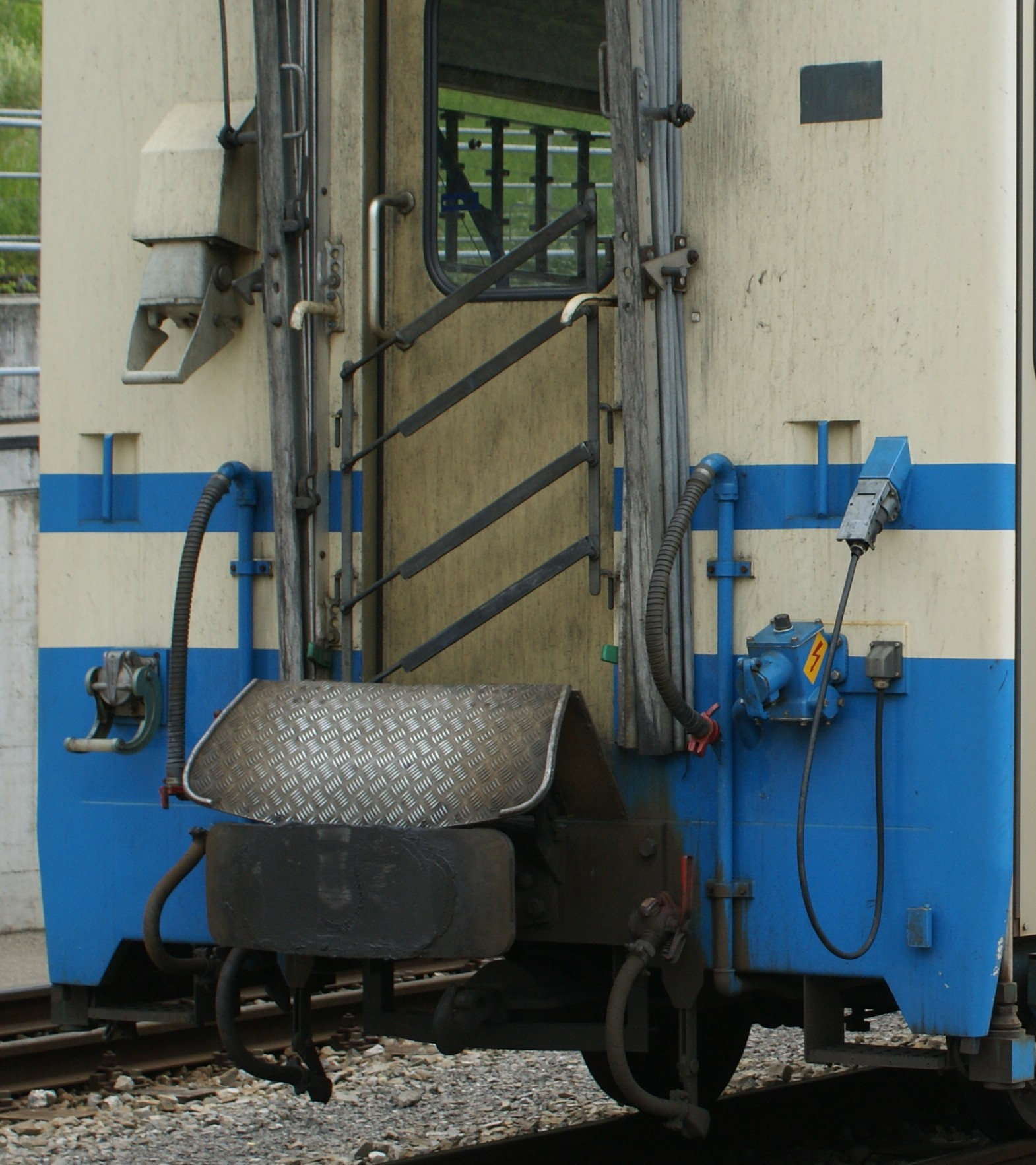
Mittelpuffer mit einer Schraubenkupplung an einem Wagen der Montreux-Berner Oberland-Bahn (MOB)

Der Mittelpuffer mit einer Schraubenkupplung oder die Mittelpufferkupplung mit zentralem Kupplungshaken ist eine Bauart der Mittelpufferkupplung, die bei einigen Schmalspurbahnen Verbreitung gefunden hat. In der Schweiz wird diese Kupplungsbauart mit Zp1 abgekürzt.

## Beschreibung

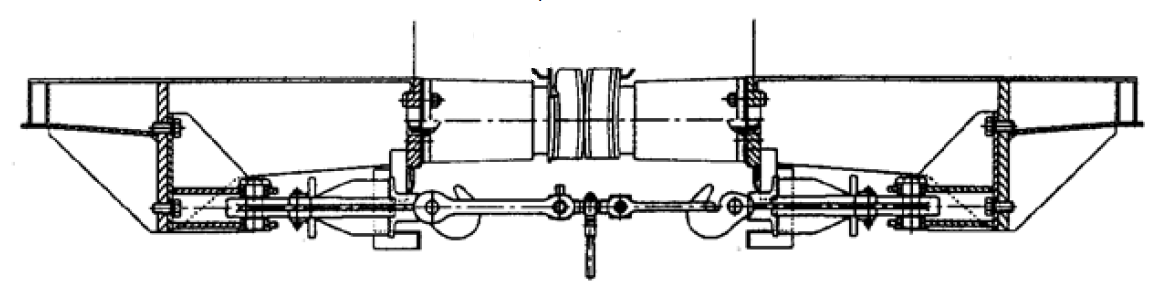
Mittelpuffer mit einer Schraubenkupplungen (Zp 1)

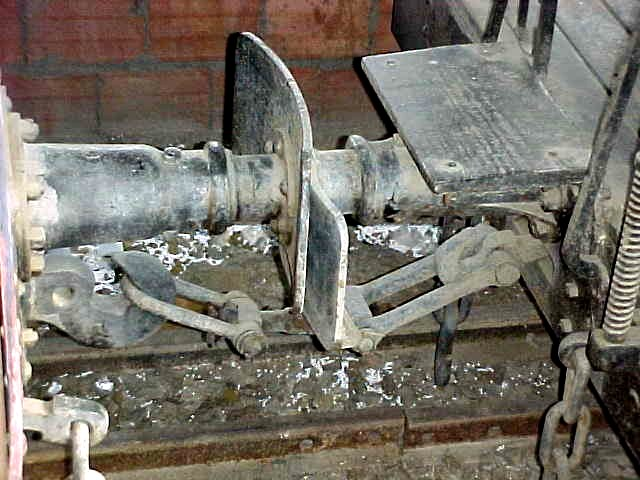
Mittelpuffer mit einer Schraubenkupplung an zwei Wagen in einem Transportmuseum in Caracas

Für Schmalspurbahnen mit ihren oft engen Bogenradien ist die UIC-Standard-Schraubenkupplung mit zwei Puffern nicht geeignet. Erschwerend wirkt zudem der oft große Fahrzeugüberhang der Schmalspurwagen.
Bei der Mittelpufferkupplung mit zentralem Zughaken ist unter dem Zentralpuffer auf der einen Seite ein Zughaken, auf der anderen Seite die Kuppelkette mit dem Spannschloss angebracht. Beim Kuppelvorgang wird der Kupplungsbügel in den Haken des anderen Fahrzeugs eingehängt.
Anschließend wird die Schraubenkupplung angezogen, wobei die Position der Puffer zu berücksichtigen ist. Bei einem kleinen Pufferhub wird die Schraubenkupplung nicht vollständig gespannt.
Bei einfachen Bauarten ist die Kuppelkette mit dem Spannschloss durch ein einziges Kettenglied ersetzt.

## Begriffssystematik in der Schweiz
In der Schweiz kommen zwei Bauarten handbetätigter Mittelpufferkupplungen zum Einsatz.
|                                                |                                                |                                                |                                                | Handbetätigte Mittelpufferkupplungen           |                                                |  |  |                                                 |                                                 |                                                 |                                                 |                                                 |                                                 |
|                                                |                                                |                                                |                                                |                                                |                                                |  |  |                                                 |                                                 |                                                 |                                                 |                                                 |                                                 |
|                                                |                                                |                                                |                                                |                                                |                                                |  |  |                                                 |                                                 |                                                 |                                                 |                                                 |                                                 |
| Mittelpuffer mit einer Schraubenkupplung (Zp1) | Mittelpuffer mit einer Schraubenkupplung (Zp1) | Mittelpuffer mit einer Schraubenkupplung (Zp1) | Mittelpuffer mit einer Schraubenkupplung (Zp1) | Mittelpuffer mit einer Schraubenkupplung (Zp1) | Mittelpuffer mit einer Schraubenkupplung (Zp1) |  |  | Mittelpuffer mit zwei Schraubenkupplungen (Zp2) | Mittelpuffer mit zwei Schraubenkupplungen (Zp2) | Mittelpuffer mit zwei Schraubenkupplungen (Zp2) | Mittelpuffer mit zwei Schraubenkupplungen (Zp2) | Mittelpuffer mit zwei Schraubenkupplungen (Zp2) | Mittelpuffer mit zwei Schraubenkupplungen (Zp2) |

## Einsatz
Diese Kupplungsbauart war bei französischen Schmalspurstrecken und Bahnen in ehemals französischen Kolonien weit verbreitet.
Beispiele für den heutigen Einsatz der Mittelpufferkupplung mit zentralem Kupplungshaken sind:
- Montreux-Berner Oberland-Bahn (MOB)
- Meterspurfahrzeuge der Freiburgischen Verkehrsbetriebe (TPF, ältere Fahrzeuge)
- Ältere Fahrzeuge der früheren Appenzeller Bahn (AB)[4]
- Chemin de fer du Blanc-Argent
- Chemins de fer de la Corse
- Brohltalbahn
- Albbähnle
- Härtsfeldbahn
- Bäderbahn Molli (Kupplungshaken über dem Puffer)